# Naropna (gromada)
Naropna – dawna gromada, czyli najmniejsza jednostka podziału terytorialnego Polskiej Rzeczypospolitej Ludowej w latach 1954–1972.
Gromady, z gromadzkimi radami narodowymi (GRN) jako organami władzy najniższego stopnia na wsi, funkcjonowały od reformy reorganizującej administrację wiejską przeprowadzonej jesienią 1954 do momentu ich zniesienia z dniem 1 stycznia 1973, tym samym wypierając organizację gminną w latach 1954–1972.
Gromadę Naropna siedzibą GRN w Naropnej utworzono – jako jedną z 8759 gromad na obszarze Polski – w powiecie rawskim w woj. łódzkim, na mocy uchwały nr 37/54 WRN w Łodzi z dnia 4 października 1954. W skład jednostki weszły obszary dotychczasowych gromad Brenik, Budki Łochowskie, Dzielnica, Gutkowice Nowe, Gutkowice Stare, Janów, Józefin, Kopiec, Naropna, Sabinów i Władysławów ze zniesionej gminy Żelechlinek oraz gajówka Kontrewers z dotychczasowej gromady Ignatów ze zniesionej gminy Budziszewice w tymże powiecie. Dla gromady ustalono 13 członków gromadzkiej rady narodowej.
Gromadę zniesiono 31 grudnia 1959, a jej obszar włączono do gromady Żelechlinek.